# هیجان‌های اخلاقی
هیجان‌های اخلاقی یا هیجان‌های منطقی (به انگلیسی: Moral emotions) انواعی از هیجان‌های اجتماعی هستند که در شکل‌گیری و انتقال قضاوت‌ها و تصمیم‌های اخلاقی (منطقی) و ایجاد انگیزه پاسخ‌های رفتاری به رفتار اخلاقی (منطقی) خود و دیگران نقش دارند.

## زمینه
استدلال اخلاقی تمرکز بیشتر در مطالعات اخلاقی بوده‌است که پیشینهٔ آن به افلاطون و ارسطو بازمی‌گردد. جنبه هیجانی (عاطفی) اخلاق، که توسط آدام اسمیت نظریه عواطف اخلاقی کار شده‌است، با تحقیر به عنوان مطیع استدلال اخلاقی، عقلانی و بالاتر، دانشمندانی مانند امانوئل کانت، پیاژه و کولبرگ استدلال اخلاقی را به عنوان خط مقدم اخلاق دانسته‌اند. با این حال، در ۳۰–۴۰ سال گذشته، جبهه جدیدی از پژوهش‌ها پدیدار شده‌است: هیجان‌های اخلاقی به عنوان مبنای رفتار اخلاقی. این پیشرفت با تمرکز بر همدلی و احساس گناه آغاز شد، اما از آن زمان به سوی مطالعات هیجانی جدید دربارهٔ هیجان‌هایی مانند خشم، شرم، انزجار، هیبت و فرهیختگی حرکت کرد. با پژوهش‌های جدید، نظریه‌پردازان این پرسش را آغاز کرده‌اند که آیا هیجان‌های اخلاقی ممکن است نقش بیشتری در تعیین اخلاق داشته باشند، نقشی که حتی ممکن است از استدلال اخلاقی پیشی بگیرد.